# Пыркакайваамкай
Пыркакайваамкай (в верховье Тихая)— река на Дальнем Востоке России. Протекает по территории Чаунского района Чукотского автономного округа. Длина реки — 31 км.
Название в переводе с чукот. — «кекурный ручей».
Берёт истоки с западных склонов горы Палян, на всём своём протяжении протекает в северо-западном направлении по территории Чаунской низменности, впадает в Ичувеем слева.
Притоки (от истока): Верхний, Скрытый, Левый, Ровный.